# Bahnhof Schaffhausen
Der Bahnhof Schaffhausen ist die zentrale Bahnstation der schweizerischen Stadt Schaffhausen, die daneben auch den Haltepunkt Herblingen auf ihrem Stadtgebiet hat. Der Gemeinschaftsbahnhof gehört zu 65 Prozent den Schweizerischen Bundesbahnen (SBB) und zu 35 Prozent dem deutschen Bundeseisenbahnvermögen (BEV). Er wird von Zügen der Eigentümerinnen, aber auch von solchen der Thurbo bedient. Er dient als Durchgangsbahnhof für die deutsche Hochrheinbahn und als Grenzbahnhof zwischen der Schweiz und Deutschland.

## Geschichte

### Eröffnung
Der Bahnhof Schaffhausen wurde am 16. April 1857 in Betrieb genommen. An diesem Tag eröffnete die Schweizerische Nordostbahn (NOB) die Rheinfallbahn über Andelfingen nach Winterthur. Die Rheinfallbahn war einige Monate vor ihrer Eröffnung, am 4. November 1856, durch die NOB übernommen worden. Sie richtete Bahnverbindungen über Winterthur hinaus nach Zürich und Brugg beziehungsweise Romanshorn ein.
Der Endbahnhof in Schaffhausen befand sich zwar an der heutigen Stelle, war damals jedoch nur ein Provisorium, da zwischen der NOB und dem Initianten der Rheinfallbahn, Heinrich Moser, ein handfester Streit um die Bahnhofslage ausgebrochen war: Die NOB bestand auf dem heutigen Standort, während sich Moser für einen Bahnhof am Rheinufer einsetzte.

### Badische Staatseisenbahnen
Am 15. Juni 1863 wurde der Bahnhof Schaffhausen an den grenzüberschreitenden Verkehr angeschlossen, als die Badischen Staatseisenbahnen die letzte Etappe der Hochrheinbahn zwischen Waldshut und Konstanz in Betrieb nahmen. Der Abschnitt Waldshut–Basel Badischer Bahnhof war bereits 1856 in Betrieb gegangen. Über die Hochrheinbahn, die Schwarzwaldbahn und die Bahnstrecke Plochingen–Immendingen erhielt Schaffhausen später auch eine Verbindung mit Stuttgart.

### Seelinie nach Konstanz
Am 1. November 1894 eröffnete die NOB mit dem Abschnitt Feuerthalen–Etzwilen ein Teilstück der heutigen Seelinie über Kreuzlingen und Konstanz nach Rorschach. Das kurze Teilstück über die Rheinbrücke Feuerthalen und den Emmersbergtunnel war zu diesem Zeitpunkt noch nicht fertig gestellt, da es beim Bau des Emmersbergtunnels wegen eines Tagbruchs zu einer Bauverzögerung kam. Dieses restliche Teilstück wurde am 2. April 1895 in Betrieb genommen. Zusammen mit der Strecke Etzwilen–Konstanz, die schon 1875 durch die Schweizerische Nationalbahn (SNB) dem Verkehr übergeben worden war, bestand nun eine durchgehende Verbindung bis Konstanz. Die Seelinie mündet von Norden her parallel zur aus Singen kommenden Hochrheinbahn in den Bahnhof Konstanz.

### Strecke nach Bülach
Obwohl die Rheinfallbahn als Schweizer Fortsetzung zur deutschen Strecke aus Singen gesehen wurde, erlangte sie nie internationale Bedeutung, denn 1897 entstand mit der Bahnstrecke Eglisau–Neuhausen eine Schienenverbindung, welche in Eglisau an die Bahnstrecke Winterthur–Bülach–Koblenz und danach in Bülach an die Bülach-Regensberg-Bahn anschloss und eine wesentlich schnellere Direktverbindung nach Zürich (Zürich Hauptbahnhof) und zur Gotthardbahn darstellte. Der grenzüberschreitende Bahnverkehr rollte grösstenteils über Bülach, während der Linie durch das Weinland meist nur Bedeutung im Nahverkehr zufloss.

### Bahnhofserweiterung
Der wachsende Güterverkehr erforderte 1895/96 eine grosse Bahnhoferweiterung. Dabei erhielt der Bahnhof seine Form, welche erst in den 1950er-/1960er-Jahren den neuen Bedürfnissen angepasst wurde.

### Strassenbahnen
1901 wurde die Strassenbahn Schaffhausen eröffnet. Sie führte nach Neuhausen am Rheinfall und wurde 1905 um die Überlandstrassenbahn nach Schleitheim ergänzt. 1964 wurde die Strecke nach Schleitheim stillgelegt, 1966 diejenige nach Neuhausen, welche als Grundlage des heutigen Trolleybusnetzes diente.

### Bombardierung vom 1. April 1944
Die Stadt Schaffhausen wurde am 1. April 1944 von amerikanischen Fliegern bombardiert. In den Südtrakt des Bahnhofsgebäudes schlug ein Volltreffer ein und zerstörte das Stations- und Abfertigungsbüro mit dem Billettschalter. 18 Personen starben in und um den Bahnhof. Weiter wurden zahlreiche Personen schwer verletzt. Der beschädigte Südflügel wurde in den Jahren 1945/46 nach einem Projekt von Architekt Walter Henne neu aufgebaut.

### Ab 1950

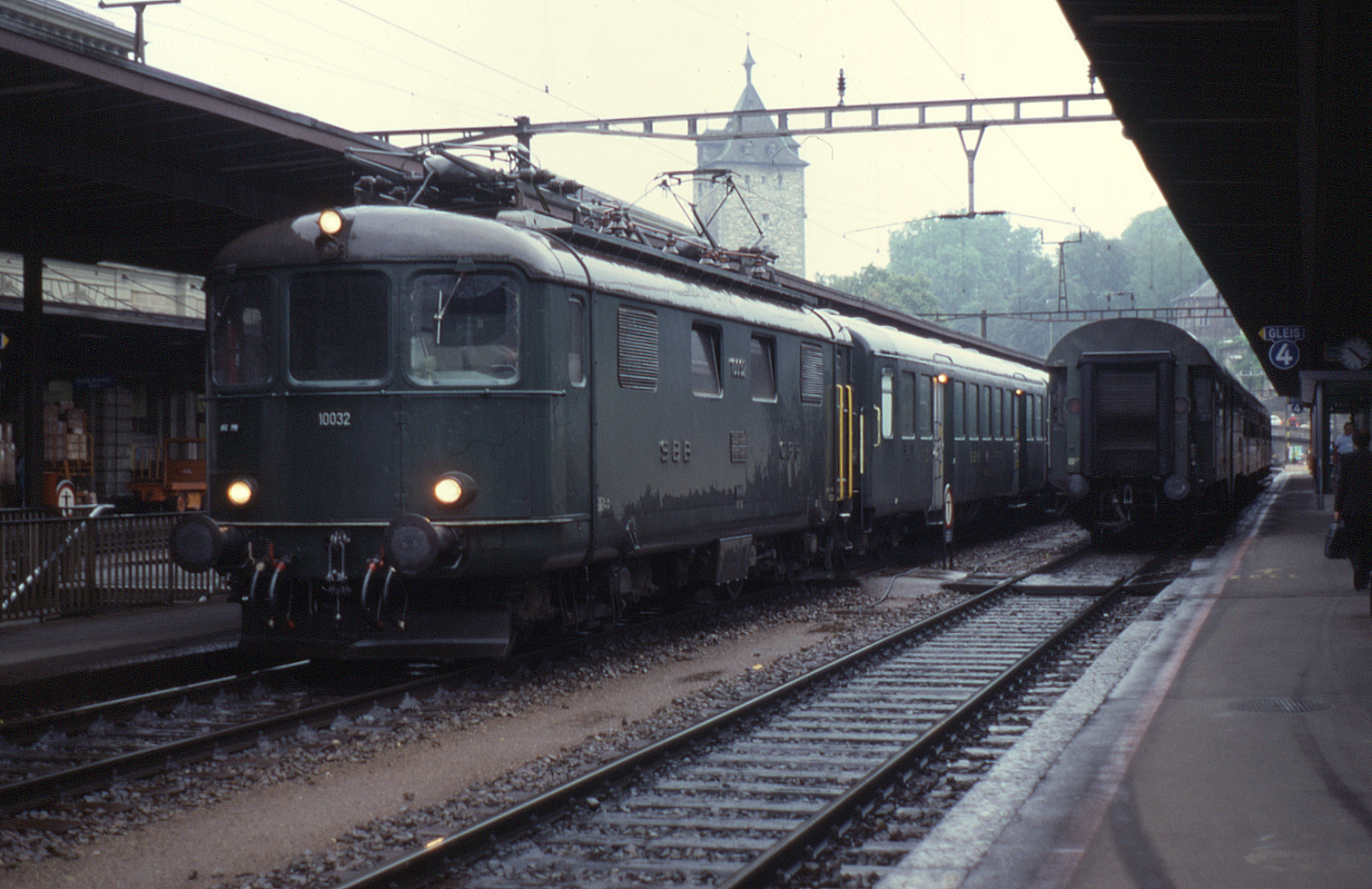
Abfahrbereiter Zug der Seelinie im Bahnhof Schaffhausen im Jahr 1988

Seit 1866 führte eine Passerelle in der Achse des Löwengässchens über die Gleise. 1956 wurde sie durch eine Unterführung ersetzt. 1963 wurde nördlich des Bahnhofs mit dem Bau des Rangierbahnhofs Herblingertal begonnen.
In den 1990er Jahren war Schaffhausen Halt der InterCity-Linie Nürnberg Hbf/Stuttgart Hbf–Milano Centrale. Diese Verkehrslinie wurde bis 2006 schrittweise eingestellt.
Ende des 20. Jahrhunderts wurde die schmale Südunterführung grosszügig und barrierefrei ausgebaut. In einigen von den Bahngesellschaften nicht mehr benötigten Räumen des Bahnhofsgebäudes wurden Ladengeschäfte eingerichtet.

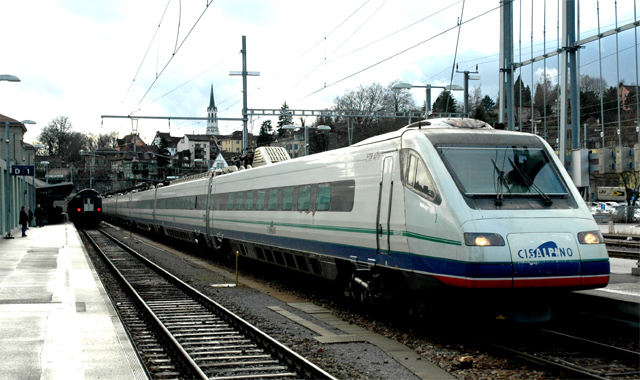
Cisalpino Mailand–Schaffhausen–Stuttgart

Zwischen 1999 und 2008 bediente auch die Cisalpino AG den Bahnhof, bis 2006 mit grenzüberschreitenden Verbindungen zwischen Stuttgart und Mailand, danach mit einem täglichen Zugpaar nach Trieste Centrale. Parallel dazu wurden ICE-Verbindungen mit ICE-T-Neigezügen zwischen Stuttgart und Zürich eingeführt, welche zunächst über die Rheinfallbahn verkehrten, um auch Winterthur zu bedienen. Später wurden diese Verbindungen mit den Cisalpino-Zügen zu einer neuen ICE-Linie Stuttgart–Zürich via Bülach zusammengeführt.
Ende März 2010 wurden die ICE-Züge vorübergehend durch SBB-Eurocity-Wagen ersetzt, da die ICE-T unter Achsproblemen litten. Die Reisezeit habe sich wegen des Lokwechsels in Singen nur minimal verlängert. Seither verkehren die Züge als InterCitys. Das täglich nach Frankfurt am Main verlängerte Zugpaar wurde beibehalten.
Durch den Beitritt der Schweiz zum Schengen-Raum im Jahre 2008 verlor die Grenze zwischen der Schweiz und Deutschland zwar an Bedeutung, und der Zollübergang am Bahnhof wurde aufgehoben. Der Grenzwachtposten blieb bestehen, und in den Zügen gibt es weiterhin Zollkontrollen.

### Ab 2010

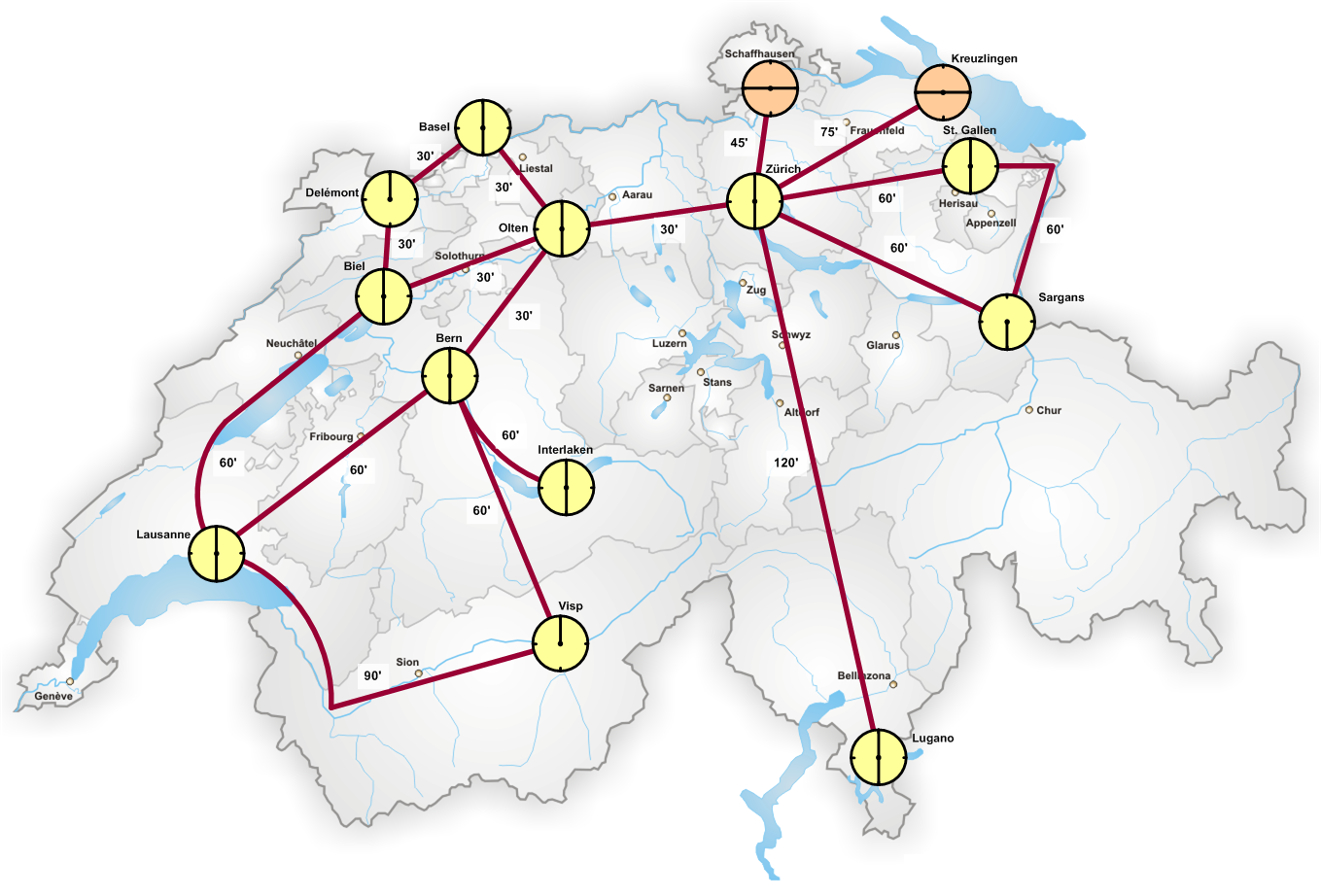
Knotensystem ZEB

Nachdem in den letzten Jahren das Bahnhofsgebäude, die Schalteranlagen, die Unterführungen und Bahnsteige renoviert und erneuert wurden, ist für die nächsten Jahre ein Ausbau der Kapazität geplant. Im Rahmen des Bundesgesetzes über den Anschluss der Ost- und der Westschweiz an das europäische Eisenbahn-Hochleistungsnetz HGV wurde die Bahnstrecke Eglisau–Neuhausen teilweise auf zwei Gleise ausgebaut. Dies ermöglichte ab Dezember 2012 die Einführung der halbstündlichen Schnellzugverbindung nach Zürich.
Zugangebot ab 2012 im Fernverkehr
- IR/IC Zürich HB–Schaffhausen stündlich, ohne Zwischenhalte; zweistündlich als IC weiter nach Stuttgart; Durchbindung der IR nach Bern
- RE Zürich HB–Schaffhausen stündlich, halbstündlich versetzt zum IR/IC, mit Zwischenhalten in Zürich Oerlikon und Bülach

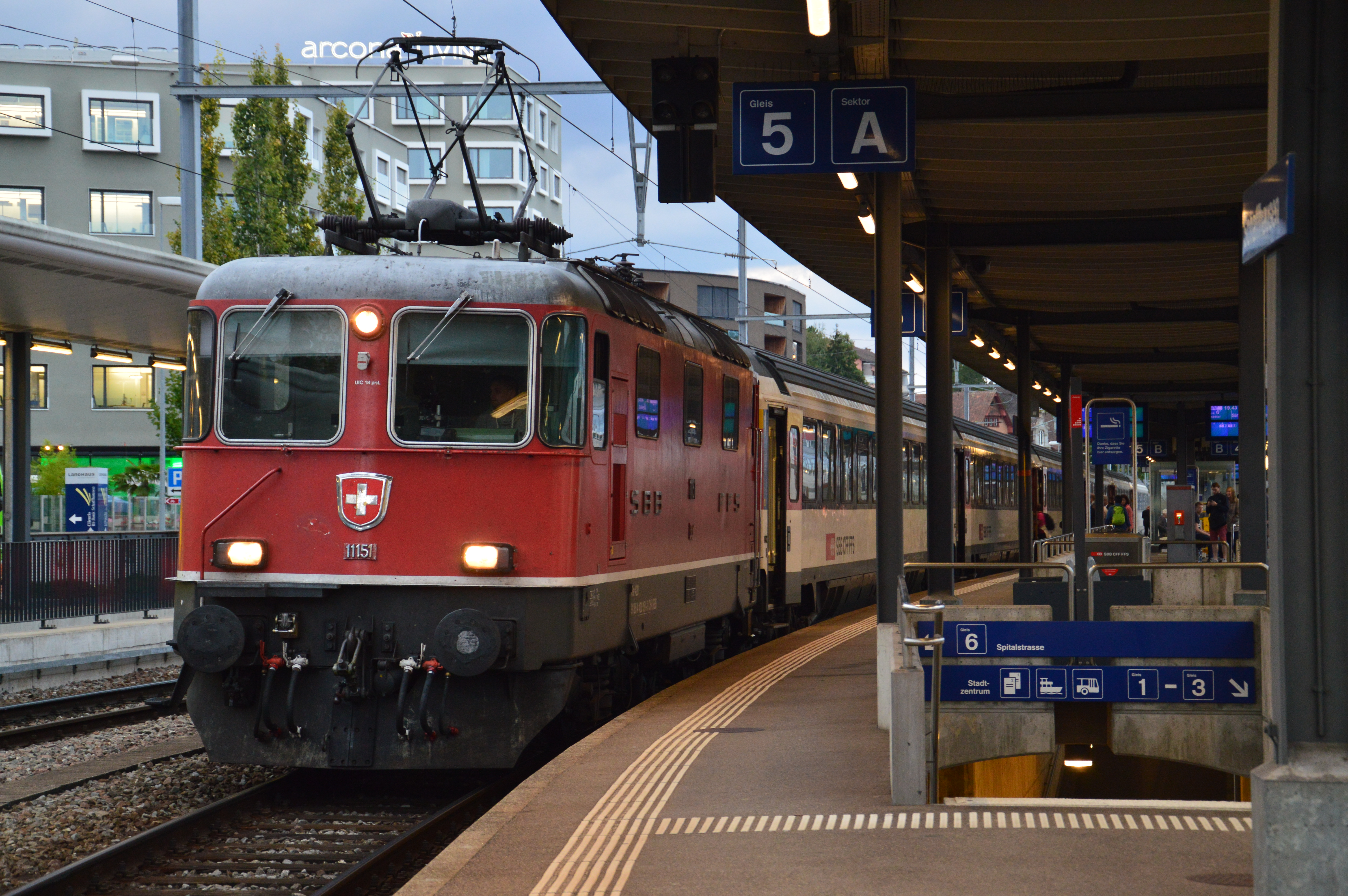
Intercity Stuttgart–Zürich

Das Nachfolgeprogramm zu Bahn 2000, die so genannte „Zukünftige Entwicklung der Bahninfrastruktur ZEB“, sieht den Bahnhof Schaffhausen als Knotenpunkt vor. Nach Eröffnung der neuen Durchmesserlinie in den Hauptbahnhof Zürich im Jahr 2015 verkehren die Züge ab Schaffhausen mehrheitlich um X.15 Uhr und X.45 Uhr. Dies ermöglicht schlanke Anschlüsse in Winterthur HB und Zürich HB. Ausserdem ermöglicht der Einbau einer zusätzlichen Weiche und Signalen in den Bahnhöfen Neuhausen am Rheinfall und Schaffhausen eine raschere Zugfolge. Die Arbeiten sollen in den Jahren 2014/15 erfolgen.
Auch die 4. Teilergänzung der S-Bahn Zürich, welche bis 2018 umgesetzt werden soll, bringt für den Bahnhof Schaffhausen Veränderungen und Verbesserungen.
Im Rahmen des Agglomerationsprogramms des Bundes soll die S-Bahn Schaffhausen den Schienenverkehr innerhalb des Kantons verbessern und beispielsweise für die Gemeinden Thayngen und Neunkirch den Viertelstundentakt nach Schaffhausen bringen. Zusätzlich sollen Durchmesserlinien geschaffen werden, so soll zum Beispiel die Seelinie von Stein am Rhein mit der Hochrheinbahn bis zur Grenze in Erzingen verknüpft werden. Die Kosten für den Ausbau des Bahnhofs Schaffhausen im Rahmen der S-Bahn Schaffhausen belaufen sich auf insgesamt 9,7 Millionen Franken. Davon übernimmt das Agglomerationsprogramm des Bundes 3,47 Millionen Franken. Den Restbetrag übernehmen der Kanton und die Stadt Schaffhausen in einer Ko-Finanzierung je zur Hälfte. Der Ausbau sieht unter anderem die Schaffung eines sechsten Perrons entlang der Spitalstrasse vor, welcher im Dezember 2012 dem Betrieb übergeben wurde. Am 25. September 2011 bewilligte das Stimmvolk des Kantons Schaffhausen mit einem Ja-Anteil von 76 Prozent den Rahmenkredit für die S-Bahn Schaffhausen.

## Verkaufsgeschäfte
Nebst einem k kiosk, einer Apotheke, einer Konditorei und einem Convenience-Shop befinden sich im Bahnhof die erste Schweizer Filiale von Carl’s Jr., ein Brezelkönig und ein Reisezentrum der SBB.

## Besonderheiten des Grenzbahnhofs

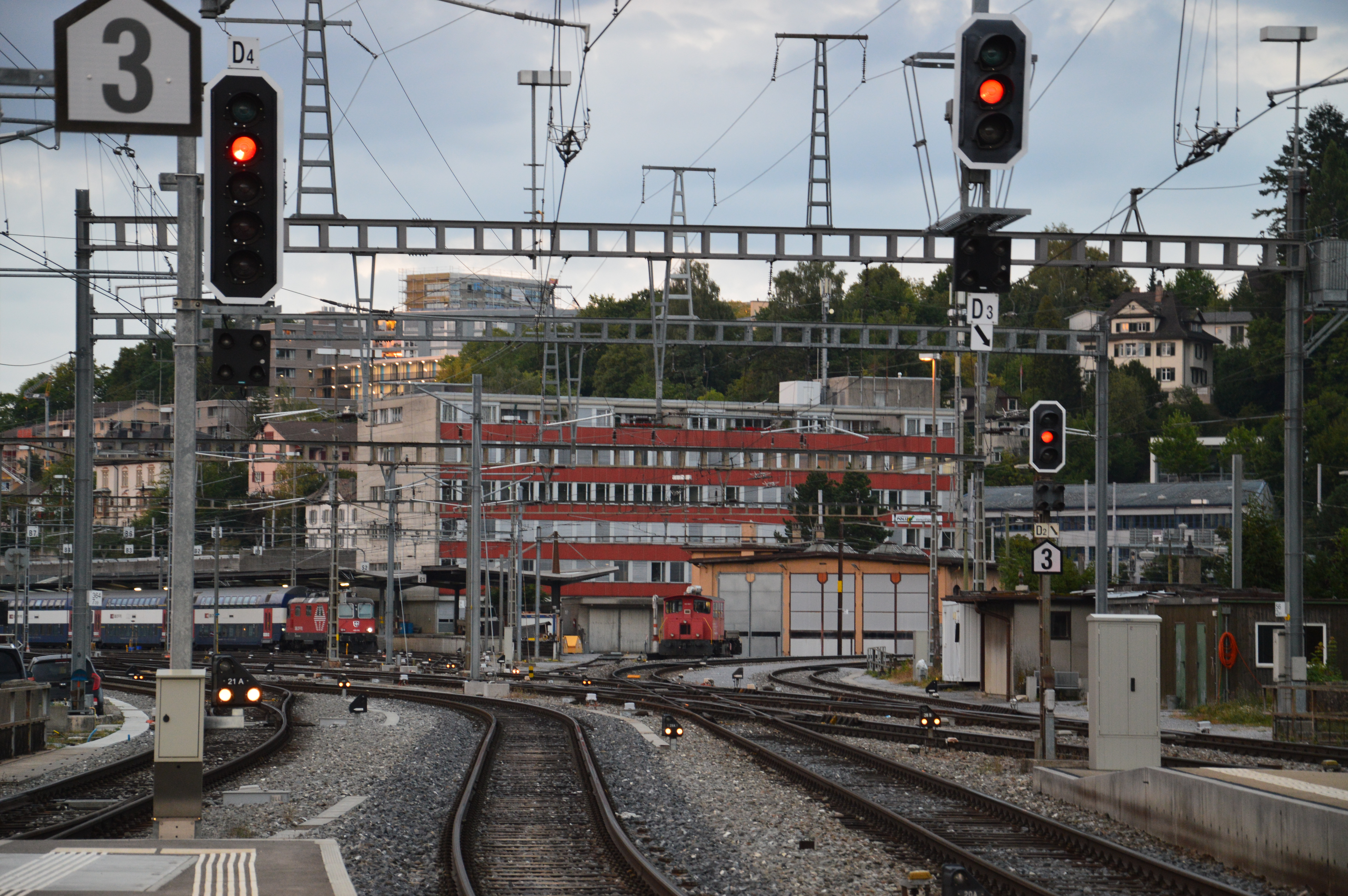
Nordausfahrt mit Schweizer Signalen

Der Bahnhof befindet sich komplett auf Schweizer Territorium, gehört aber zu 35 Prozent dem deutschen Bundeseisenbahnvermögen (BEV). Die Eigentums- und Netzgrenze zwischen DB und SBB liegt kurz vor dem Bahnhof. 2019 wurde bekannt, dass die SBB den Anteil des deutschen BEV am Güterbahnhof käuflich übernehmen möchte. SBB, Stadt und Kanton möchten das Areal mittelfristig städtebaulich entwickeln.
Der Bahnhof Schaffhausen ist mit Signalen nach den Schweizer Fahrdienstvorschriften ausgestattet. Triebfahrzeugführer benötigen daher für die Fahrt in oder durch den Bahnhof Kenntnisse der Schweizer Signale. Nebst ETCS ist der Bahnhof mit der deutschen Zugbeeinflussung PZB 90 und deutschem Zugfunk ausgerüstet; im Rangierdienst erfolgt die Kommunikation über das Schweizer GSM-R-Netz. Der Bahnhof ist mit Stromabnehmern schweizerischer und deutscher Wippenbreite befahrbar.
Reisende der DB zwischen Singen und Waldshut durchfahren den Bahnhof auf Schweizer Gebiet, ohne Tarife der SBB zahlen zu müssen. Die deutsche unentgeltliche Beförderung wird auch hier anerkannt. Eine Nutzung des Bahnhofs von Asylbewerbern mit deutscher Aufenthaltsgestattung oder Duldung ist hingegen umstritten.

## Verkehr

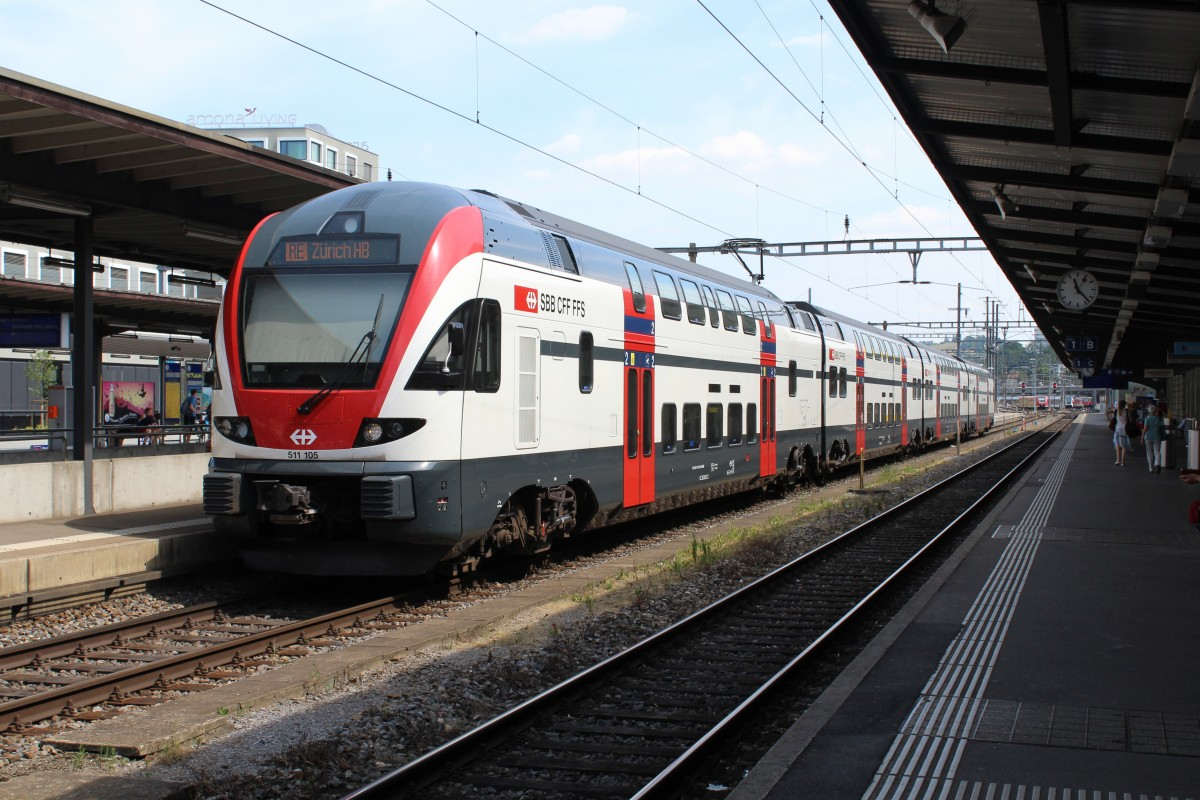
RegioExpress nach Zürich

Im Fernverkehr wird der Bahnhof regelmässig von zwei sich alternierenden Relationen, je einem InterCity und einem InterRegio bedient, im Regionalverkehr von Schweizer Seite her mit vier Linien der S-Bahn Zürich und der S-Bahn St. Gallen, von deutscher her mit zwei Linien, die über die Hochrheinbahn führen.

### Fernverkehr
- Zürich HB – Schaffhausen – Stuttgart
- 48 Zürich HB – Bülach – Schaffhausen

### Regionalverkehr
S-Bahn Schaffhausen
- S 62 (Konstanz–) Singen (Hohentwiel) – Schaffhausen (SBB GmbH/Thurbo)
- S 64 Schaffhausen – Beringen Bad Bf – Erzingen (Baden) (SBB GmbH/Thurbo)
- S 65 Schaffhausen – Jestetten (Thurbo)

S-Bahn Zürich
- S 9 Schaffhausen – Jestetten – Rafz – Zürich HB – Stettbach – Uster (SBB)
- S 12 Brugg – Altstetten – Zürich HB – Stettbach – Winterthur – Schaffhausen/Wil (SBB)
- S 24 Thayngen – Schaffhausen/Weinfelden – Winterthur – Zürich Flughafen – Zürich HB – Thalwil – Horgen Oberdorf – Zug (SBB)
- S 33 Winterthur – Schaffhausen (SBB)

S-Bahn St. Gallen
- S 1 Wil – Gossau SG – St. Gallen –  Romanshorn – Kreuzlingen – Schaffhausen (Thurbo)

Deutsche Bahn

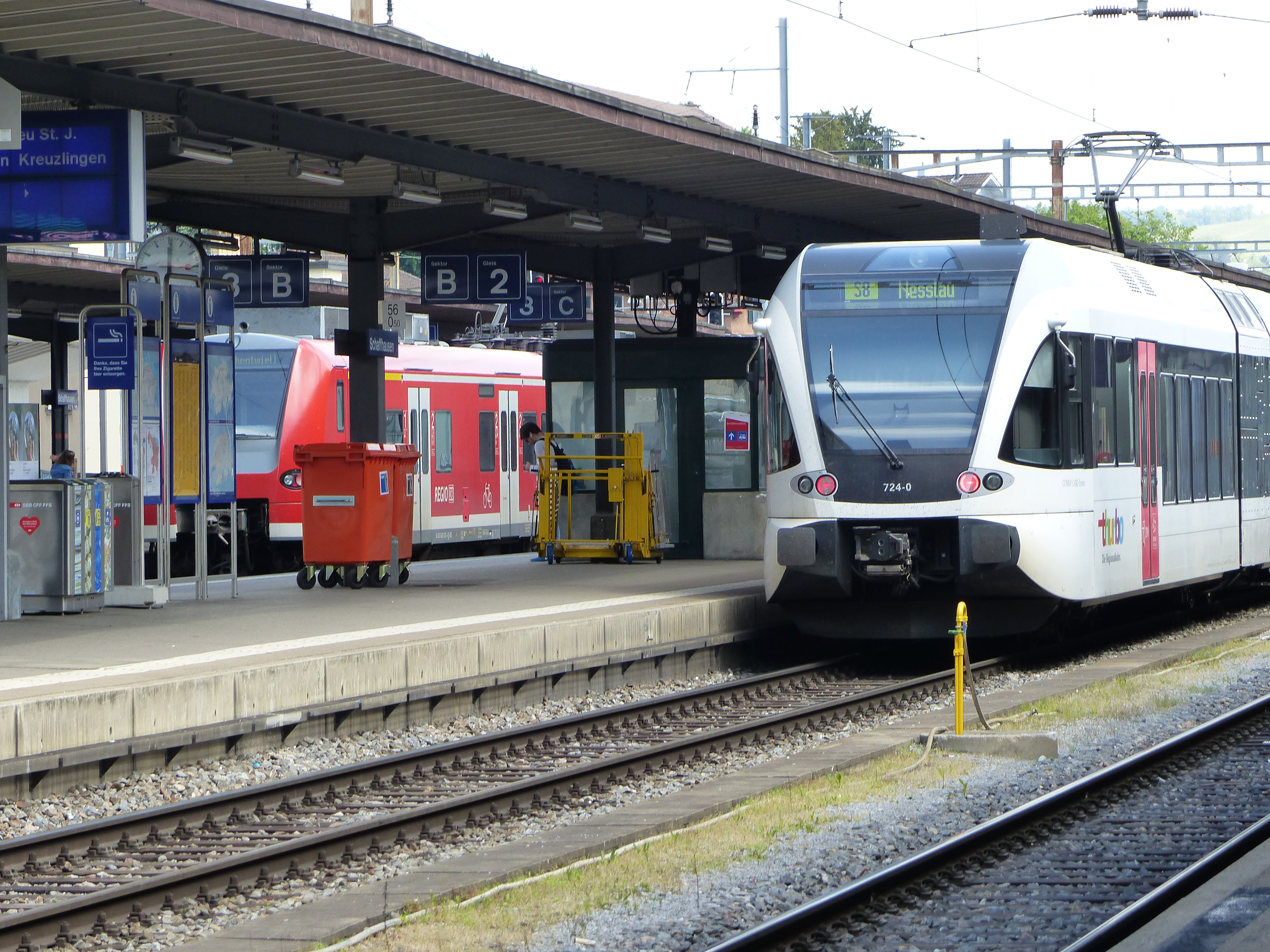
Hinter dem Bahnsteig Regionalbahn nach Singen, rechts Zug der S-Bahn St. Gallen

- RE 3 Basel Bad Bf – Waldshut – Schaffhausen – Singen (Hohentwiel) – Radolfzell – Überlingen – Friedrichshafen Stadt – Friedrichshafen Hafen

Nachtnetz
- SN3 Winterthur – Schaffhausen – Stein a. Rhein
- SN65 Bülach – Schaffhausen

### Trolleybus- und Autobusverkehr

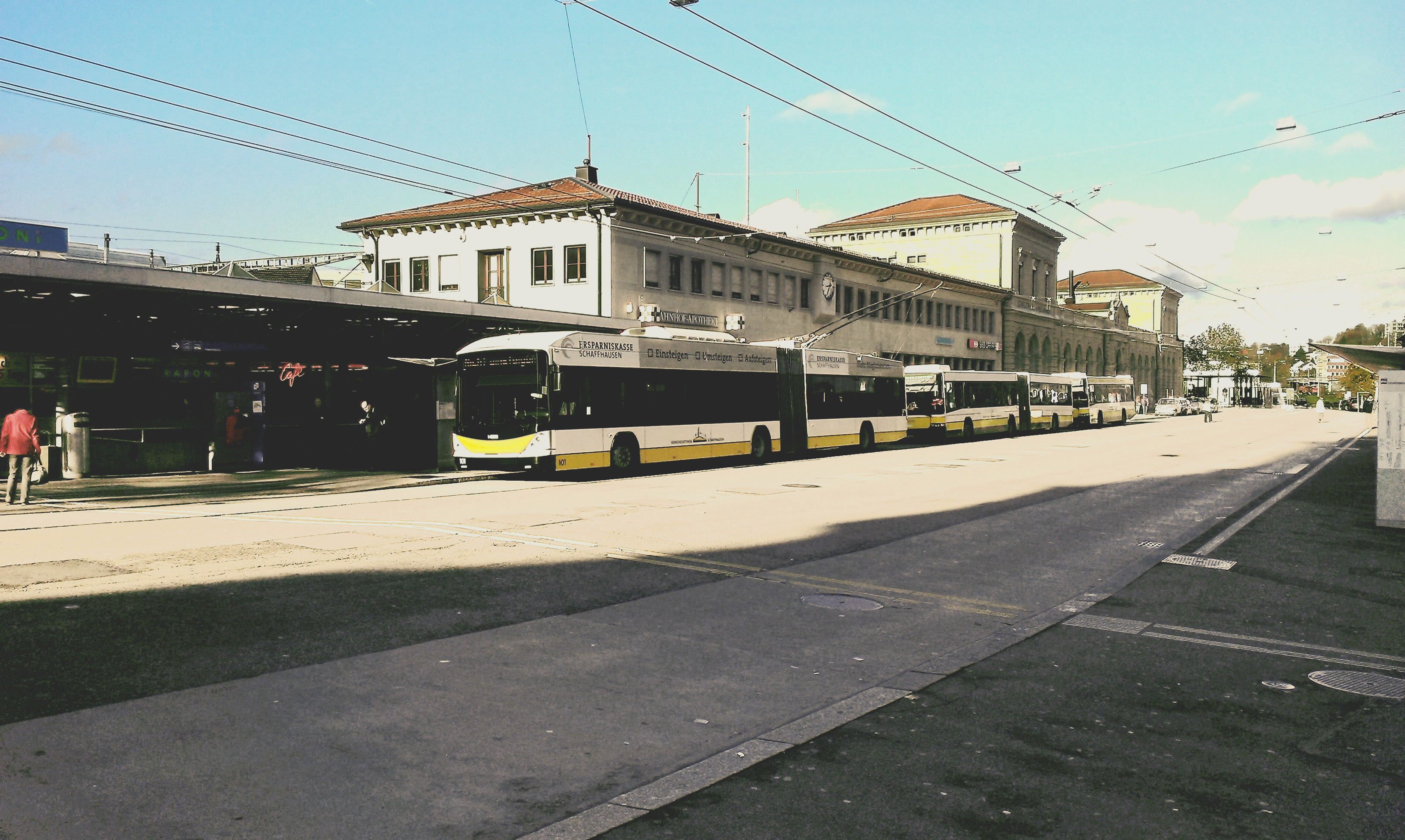
Busse der städtischen Verkehrsbetriebe vor dem Bahnhof

Der Bahnhof Schaffhausen ist der zentrale Busbahnhof von Stadt und Kanton Schaffhausen. Es halten an der Bahnhofstrasse vor dem Bahnhofsgebäude alle Buslinien der Verkehrsbetriebe Schaffhausen vbsh. Auch die Trolleybuslinie nach Neuhausen am Rheinfall hält am Bahnhof. Direkt neben dem Bahnhof wurde 2004 der neue Busbahnhof eröffnet. Von ihm aus verkehren Busse in mehrere Gemeinden des Kantons Schaffhausen und angrenzende Gebiete des Kantons Zürich sowie in den süddeutschen Raum. Der Busbahnhof wird von den Unternehmen Verkehrsbetriebe Schaffhausen vbsh und Postauto bedient.

## Kaiser Wilhelm
Der deutsche Kaiser Wilhelm II. stattete im September 1912 der Schweiz einen Staatsbesuch ab. Die letzte Nacht vor seiner Rückreise verbrachte er in Schaffhausen. Sein Hofzug traf am 7. September 1912 um 2.15 Uhr am Bahnhof Schaffhausen ein und wurde auf Gleis 5 abgestellt. In der damaligen Zeit war es üblich, dass gekrönte Häupter die Nacht in ihrem Zug in einem Bahnhof verbrachten. Der Zug wurde von der Armee und der Kantonspolizei streng bewacht. Um 7.50 Uhr verliess der kaiserliche Hofzug die Schweiz in Richtung Konstanz.